# Mariendorfer HC

Logo des Mariendorfer HC

Der Mariendorfer Hockey-Club 1931 e. V. ist ein Hockeyverein mit rund 400 Mitgliedern aus dem gleichnamigen Berliner Stadtteil Mariendorf.

## Geschichte und Allgemeines
Der Verein hat seit der Gründung am 4. August 1931 seine sportliche Heimat im Volkspark Mariendorf, wo seit 1999 auch ein Kunstrasenplatz zur Verfügung steht.
Bis 1933 konnte der in gelb-schwarz spielende Mariendorfer Hockey-Club neben den Herren auch eine Damenmannschaft sowie ein Mädchen- und ein Knabenteam aufstellen. Bis zum Zweiten Weltkrieg stieg die Anzahl der gemeldeten Mannschaften auf neun. Nach dem Krieg stellten drei Berliner Meisterschaften bei den Herren 1970, 1971 auf dem Feld sowie 1973 in der Halle einen ersten Höhepunkt dar. Nach einer Durststrecke folgte der Gewinn der Berliner Meisterschaft der 1. Herren 1988 und 1990. Nach der Wiedervereinigung gewann der MHC 1991 die erstmals ausgespielte Ostdeutsche Meisterschaft. 1993 folgte nach erneuter Ostdeutscher Meisterschaft der Aufstieg in die 2. Bundesliga-Feld.
Diese Erfolge erreichte der Verein aber nicht auf dem Naturrasenplatz im Volkspark, wo nur noch untere Mannschaften spielten, sondern auf dem 1982 erstellten Kunstrasen an der Markgrafenstraße. Durch die Errichtung eines Clubheimes 1996 und die Fertigstellung des Kunstrasenplatzes im Volkspark ist der MHC an alter Stätte nun wiedervereint. Sportlich ging es in den letzten Jahren für die Herren besonders in der Halle bergauf. 2003 stieg das Team  in die 2. Bundesliga auf, ein Jahr später sogar in die Bundesliga. Seitdem pendelt der MHC zwischen 1. und 2. Liga, in der Saison 07/08 spielte er in der 2. Bundesliga. Nach dem Abstieg in der Hallensaison 2008/09 in die Regionalliga konnte am 7. März 2010 der Ostdeutsche Meistertitel und der gleichzeitige direkte Wiederaufstieg in die 2. Bundesliga gefeiert werden.
Am gleichen Tag feierte auch die Damenmannschaft des Vereins den ostdeutschen Meistertitel und den damit verbundenen Aufstieg in die erste Bundesliga.
In der Hallensaison 2010/11 konnten die Herren den Durchmarsch in die 1. Hallenbundesliga feiern und in der Saison 2011/12 sogar den Klassenerhalt. Dies gelang bis zu diesem Zeitpunkt nur sehr wenigen Mannschaften.
In der Feldsaison 2011/12 gelang der 1. Herrenmannschaft mit dem Gewinn der Ostdeutschen Meisterschaft erstmals nach 20 Jahren der Aufstieg in die 2. Feldbundesliga, aus der sie in der Saison 2016/17 wieder abstiegen.
Aktuell, in der Feldsaison 2018/19, spielen die Herren wieder in der 2. Feldbundesliga und die Damen in der Regionalliga Ost.

## Logo

Das alte, bis 2009 verwendete Logo des Mariendorfer HC

Im Zuge der Präsentation eines Zukunftskonzeptes durch den Vorstand des Vereins wurde 2009 auch ein neues Logo vorgestellt. Dieses Logo greift die Tradition der Gründermannschaften auf, die das Kleeblatt auf den Trikots trugen. Das neue Logo soll alte Traditionen und zukunftsweisende Ideen verbinden.

## Erfolge
Herren:
- 3 × Ostdeutscher Meister
- 5 × Berliner Meister

Damen
- 1 × Ostdeutscher Meister

Jugend
- 13 × Berliner Meister
- 9 × Berliner Vizemeister
- 2 × Ostdeutscher Vizemeister
- 9 × Berliner Pokalsieger